# Императорское Московское техническое училище
Импера́торское Моско́вское техни́ческое учи́лище — высшее техническое учебное заведение Российской империи.

## История
Уставом 1868 года Московское ремесленное учебное заведение было преобразовано в Императорское Московское техническое училище, организованное по типу высших специальных учебных заведений с девятилетним курсом обучения. Старшие три класса составляли собственно Высшее техническое училище, с тремя отделениями:
- механико-строительное,
- инженерно-механическое
- инженерно-технологическое.

В первом параграфе Устава было сказано: «Императорское московское техническое училище есть высшее специальное учебное заведение, имеющее главной целью образовывать механиков-строителей, инженеров-механиков и инженеров-технологов». Первыми кафедрами в училище были кафедры высшей математики, общей и прикладной физики, построения машин, строительного искусства, технологии волокнистых веществ, общей химии, химической технологии.
Позже Училище состояло из 6 классов — 3-х общих и 3-х специальных.
В 1887 году Училище передано из ведомства учреждений императрицы Марии в министерство народного просвещения.

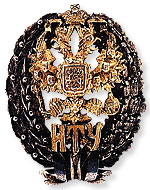
Нагрудный знак отличия для окончивших ИМТУ

В 1895 году министром народного просвещения был утверждён новый устав Императорского Московского технического училища: «Оно имеет целью доставлять учащимся высшее образование по специальностям механической и химической и подразделяется, сообразно с этим, на два отделения. Учебный курс продолжается пять лет. В Училище преподаются: Закон Божий, высшая математика, начертательная геометрия, теоретическая механика, физика, химия, анатомия и физиология растений, минералогия, геогнозия и геодезия, строительное искусство с архитектурой, прикладная механика и теория построения машин, механическая технология, химическая технология, металлургия, политическая экономия и статистика, бухгалтерия, иностранные языки, черчение и рисование. В состав учебного курса входят, кроме того, практические занятия по физике, химии, механике, естественной истории и др. предметам. В студенты принимаются имеющие аттестаты или свидетельства об окончании курса в высших учебных заведениях, гимназиях и реальных училищах. Плата за ученье — 75 р. в год. Оканчивающие с успехом полный курс Училища получают звание инженер-механика или инженер-технолога, окончившие с меньшим успехом — звание механика или технолога. Комплект студентов определён в 500 человек. Управление Училищем вверено директору, при участии учебного и хозяйственного комитетов. По штату Училища профессоров полагается 11, адъюнкт-профессоров — 6. Руководство практическими занятиями в мастерских возлагается на инспектора учебных мастерских, а заведование заводом, состоящим при Училище — на главного инженер-механика».
К началу 1895—96 учебного года в Училище состояло 656 человек студентов. С 1870 г. по 1 января 1895 г. курс в Училище окончило 975 человек. При Училище лаборатория, физический кабинет, механический кабинет, кабинет естественной истории, геодезический кабинет, учебные мастерские и библиотека (11056 названий).
Высокий авторитет профессорско-преподавательского состава и уровень подготовки выдвинули ИМТУ в ряд ведущих политехнических школ Европы.
Выпускник МРУЗ Д. К. Советкин предложил систему практического обучения профессии, сочетавшую педагогические и технологические требования. Усовершенствованная профессорами ИМТУ, она была включена в подготовку инженеров и сочеталась с теоретическими курсами. Эта система инженерного образования принесла училищу мировую известность (Большая золотая медаль Всемирной выставке в Вене в 1873) и получила название русской. В конце XIX — начале XX столетий роль ИМТУ в технической и научной жизни страны постоянно возрастает. В училище формируются фундаментальные научные школы, вызванные к жизни интенсивным ростом промышленности и привлечением в училище ведущих учёных, главным образом, воспитанников Московского университета. В области теоретической механики и аэромеханики работает «отец русской авиации» Н. Е. Жуковский. Физическое направление представлено трудами П. Н. Лебедева, П. П. Лазарева, В. С. Щегляева, С. И. Вавилова. Благодаря трудам А. С. Ершова, П. Л. Чебышёва, Н. Е. Жуковского, Н. И. Мерцалова рождается отечественная наука о теории механизмов и машин. Работы П. Н. Лебедева, А. И. Сидорова, П. К. Худякова закладывают базу для совершенствования расчётов сопротивления материалов и теории механизмов и машин. Развиваются теплотехническое направление, работы в области электротехники, химии и химической технологии.
Императорское Московское техническое училище было наделено правом присваивать звание Инженера-механика по инженерно-механическому отделению и Инженера-технолога по инженерно-техническому как лучшим студентам, успешно прошедшим курс наук в училище, так и сторонним лицам после прохождения установленных экзаменов при условии представления ими свидетельства о получении образования, дающего право на поступление в училище.
В советское время училище переименовано в Московское высшее техническое училище им. Н. Э. Баумана
Директора Императорского технического училища:
- 1889—1902 — Аристов Иван Васильевич, тайный советник
- 1902—1905 — Фёдоров Семён Андреевич, учён. инженер-механик, заслуженный профессор ИМТУ
- 1905—1914 — Гавриленко Александр Павлович, инженер-механик, профессор.

### Директоры ИМТУ
- 1868—1880 В. К. Делла-Вос
- 1880—1883 И. П. Архипов
- 1883—1902 И. В. Аристов
- 1902—1905 С. А. Фёдоров
- 1905—1914 А. П. Гавриленко
- 1914—1917 В. И. Гриневецкий

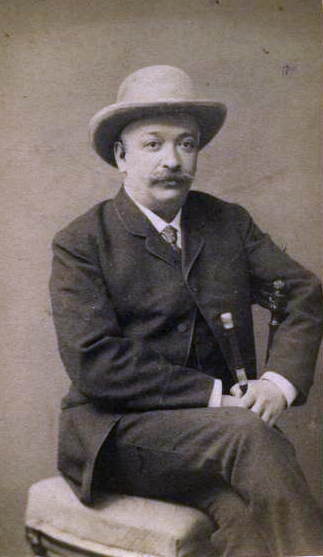
Виктор Карлович Делла-Вос
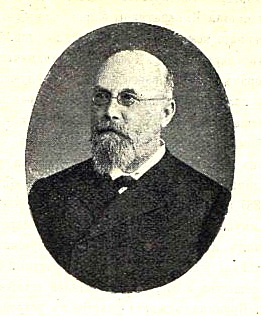
Иван Павлович Архипов
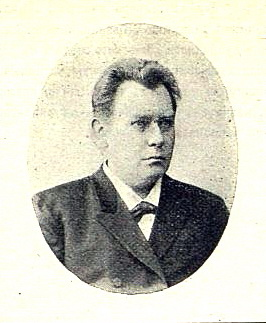
Иван Васильевич Аристов
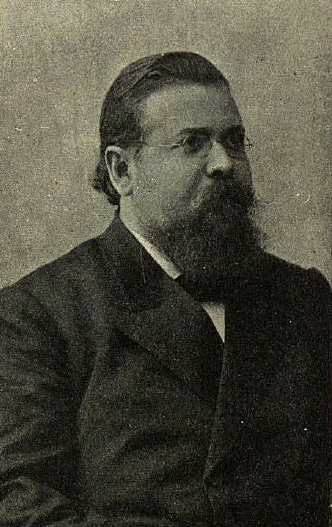
Семён Андреевич Фёдоров
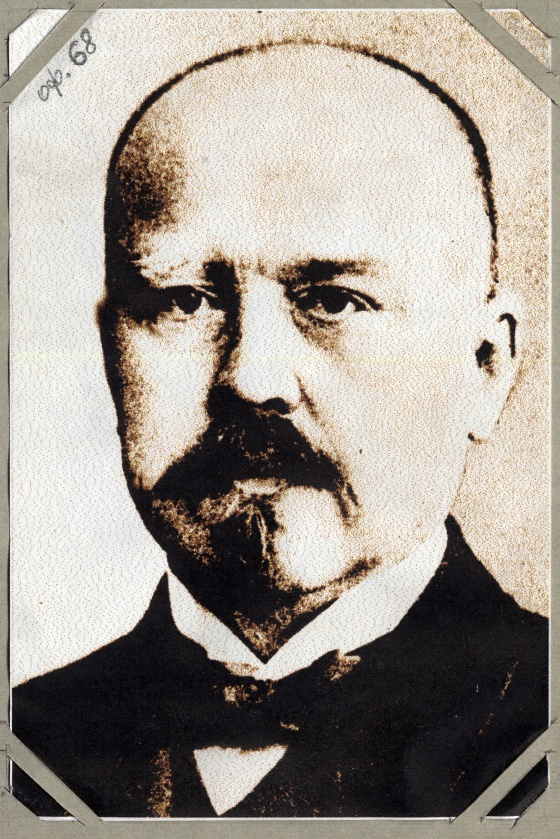
Александр Павлович Гавриленко
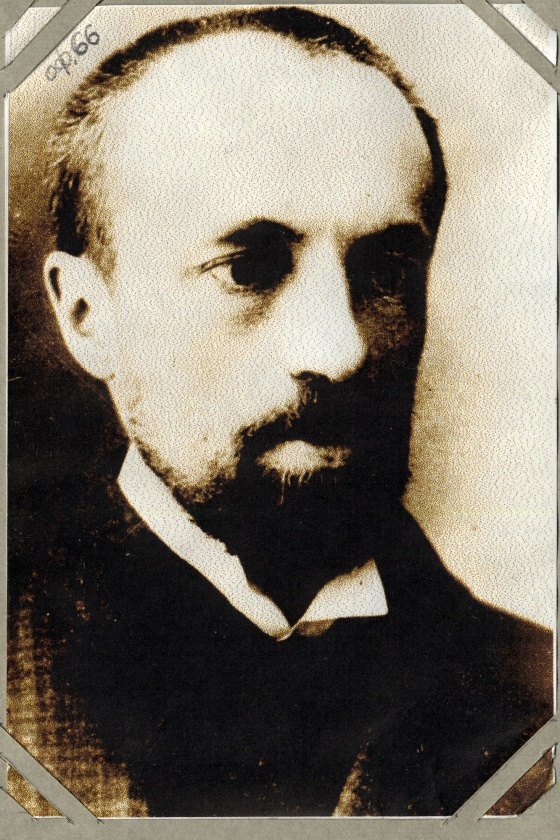
Василий Игнатьевич Гриневецкий

### Здания ИМТУ

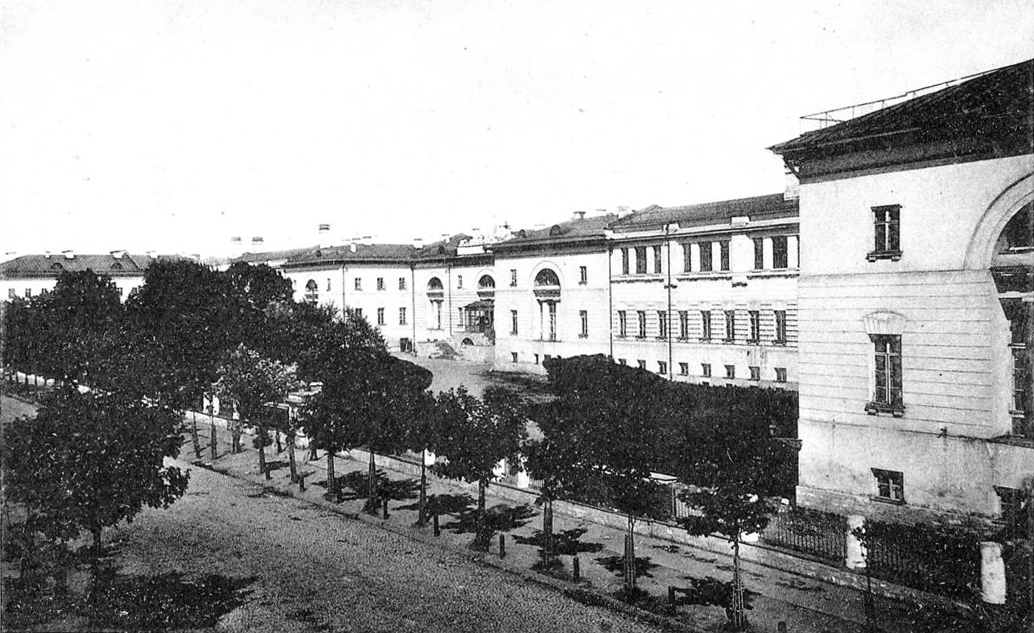
Главное здание ИМТУ
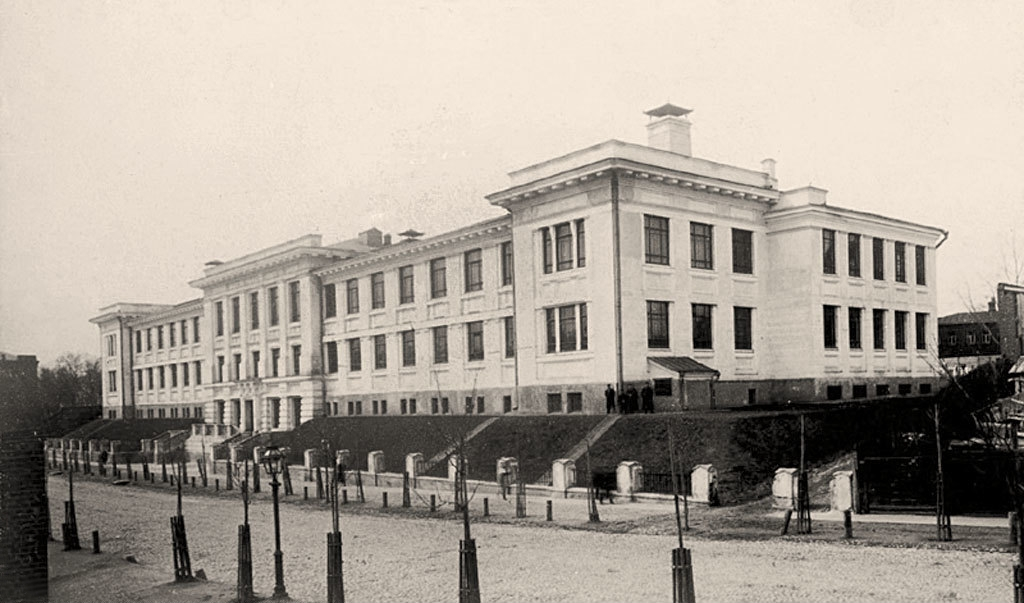
Здание химического факультета ИМТУ
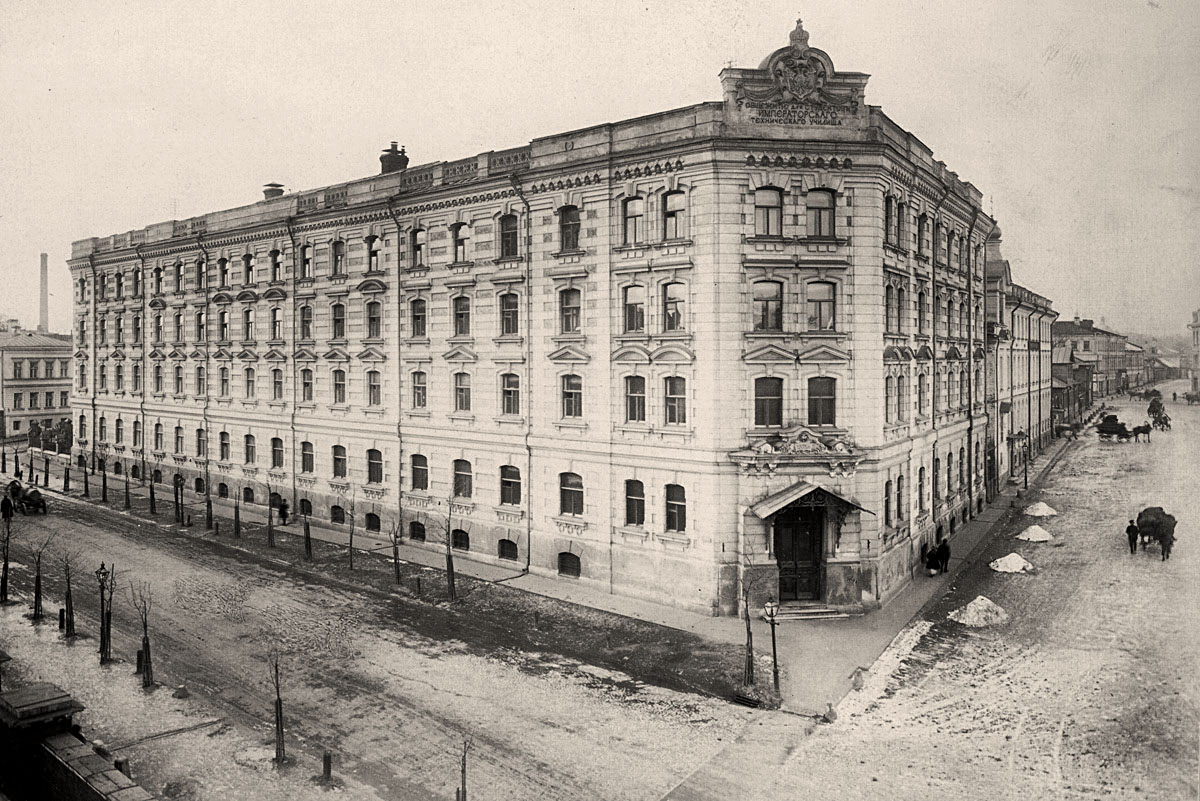
Здание общежития ИМТУ